# So Sad So Sexy
So Sad So Sexy (estilizado so sad so sexy) é o quarto álbum de estúdio da cantora e compositora sueca Lykke Li, lançado em 8 de junho de 2018, pela RCA. Juntamente com o anúncio, Li lançou os dois primeiros singles, "Deep End" e "Hard Rain". No dia 10 de abril, Li compartilhou um trailer para o álbum com um trecho da faixa-título. Ilsey Juber é o co-compositor da maior parte do álbum, que é musicalmente influenciado pelo trap.

## Antecedentes
Lykke Li anunciou o álbum em 19 de abril juntamente com o lançamento dos dois primeiros singles, "Deep End" e "Hard Rain". Ela lançou o terceiro single, "Utopia", no Dia das Mães com um clipe dirigido por Clara Cullen. Em 29 de maio, lançou mais dois singles, "Sex Money Feelings Die" e "Two Nights" com participação do rapper Aminé.
Li está programada para tocar em vários festivais europeus e norte-americanos, incluindo o Osheaga Festival para divulgar o álbum em meados de 2018.

## Faixas
| N.º            | Título                               | Duração |  |
| 1.             | "Hard Rain"                          | 3ː30    |  |
| 2.             | "Deep End"                           | 3ː07    |  |
| 3.             | "Two Nights" (participação de Aminé) | 3:24    |  |
| 4.             | "Last Piece"                         | 3:05    |  |
| 5.             | "Jaguars in the Air"                 | 3:37    |  |
| 6.             | "Sex Money Feelings Die"             | 2:19    |  |
| 7.             | "So Sad So Sexy"                     | 3:32    |  |
| 8.             | "Better Alone"                       | 4:31    |  |
| 9.             | "Bad Woman"                          | 3:14    |  |
| 10.            | "Utopia"                             | 3:43    |  |
| Duração total: | Duração total:                       | 34:02   |  |

Notas
- Todas as faixas são estilizadas em letras minúsculas. Por exemplo, "Deep End" é estilizada como "deep end";
- "Hard Rain" contém backing vocals de Rostam Batmanglij;
- "Deep End", "Jaguars in the Air" e "Better Alone" contêm backing vocals de Ilsey Juber;
- "So Sad So Sexy" contém backing vocals de Andrew Wyatt e Ilsey Juber.